# 맬러카이 스론
맬러카이 스론(영어: Malachi Throne, 1928년 12월 1일 ~ 2013년 3월 13일)은 미국의 배우이다.

## 출연 작품
- 그린 랜턴: 퍼스트 플라이트 (2009)
- 이트 앤 런 (1986)
- 스턴트맨의 분노 (1977)
- 아크 2 (1976)
- 코작 (1973)
- 비밀지령 (1968)
- 캐넌 목장 (1967)
- 타임 터널 (1966)
- 스타 트렉 (1965)
- 해저 여행 (1964)
- 도망자 (1963)
- 벤 케이시 (1961)
- 추격 (1959)

### 텔레비전
- 배트맨 (1966)
- 일렉트라 우먼 앤 다이나 걸 - 76년 TV시리즈 (1976)
- 6백만 달러의 사나이 - TV 시리즈 (1974)
- 스타 트렉 - 넥스트 제너레이션 TV 시리즈 (1987)
- 하와이 5-0수사대 (1968)
- 제5전선 (1966)